# Эрелиус, Стив
Стив Эрелиус (фр. Steve Hérélius, род. 15 июля 1976, Нуази-ле-Гран, Сен-Сен-Дени, Франция) — французский боксёр-профессионал, выступавший в первой тяжёлой (англ. Cruiser) весовой категории. Временный чемпион мира по версии WBA (2010—2011) в 1-м тяжёлом весе.

## Профессиональная карьера
На профессиональном ринге Эрелиус дебютировал В мае 2002 года в супертяжёлом весе. Сразу начал проводить бои против опытных соперников. И уже к четвёртому поединку вышел на бой за звание чемпиона Франции и дважды защитил титул.
Затем Стив начал проводить много рейтинговых поединков и побеждал их преимущественно нокаутом.
8 июня 2007 года, Эрелиус встретился с опытным польским боксёром, Альбертом Сосновским (39-1). Сосновский был убедительнее в бою и в девятом раунде нокаутировал непобеждённого француза.
После поражения Эрелиус свёл вничью поединок с соотечественником Зинедином Бенмакофом, и перешёл в первую тяжёлую весовую категорию.
В марте 2009 года Стив решением большинства судей победил опытного французского боксёра, Жан-Марка Монро (24-3). Через три месяца в полуфинальной встрече WBA вновь победил по очкам Монро, и завоевал вакантный интерконтинентальный титул чемпиона мира по версии WBA.
В октябре 2009 года Эрелиус победил по очкам чеха, Лубоса Суда (20-3-1).
3 июля 2010 года в бою за титул временного чемпиона мира по версии WBA, Эрелиус досрочно победил бывшего чемпиона мира, немца турецкого происхождения, Фирата Арслана.
В феврале 2011 года в первой защите титула, Эрелиус потерпел второе поражение в карьере. Его сразил кубинец, Йоан Пабло Эрнандес. После второго поражения Эрелиус решил завершить карьеру, и почти два года не выходил на ринг.
В октябре 2012 года Стив Эрелиус вышел на ринг с непобеждённым украинским боксёром, Дмитрием Кучером. Украинец во втором раунде послал француза в глубокий нокаут, выбив его за пределы ринга, и нанёс ему третье поражение в карьере.